# Berberis guilache
Berberis guilache är en berberisväxtart som beskrevs av José Jéronimo Triana och Planch.. Berberis guilache ingår i släktet berberisar, och familjen berberisväxter. Inga underarter finns listade i Catalogue of Life.